# 马明德
马明德（1915年—1969年），男，安徽滁县人，中国空气动力学家、空气动力实验技术专家、航空航天教育家，曾任第四届全国政协委员。